# Hamadryas gudula
Hamadryas gudula är en fjärilsart som beskrevs av Hans Fruhstorfer 1916. Hamadryas gudula ingår i släktet Hamadryas och familjen praktfjärilar. Inga underarter finns listade i Catalogue of Life.